# Голодяевская, Ирма Михайловна
Ирма Михайловна Голодяевская (28 октября 1931, Киев — 10 октября 1956, Москва) — советская певица (меццо-сопрано).

## Биография
Родилась в 1931 году в Киеве.
С началом Великой Отечественной войны в 1941 году была эвакуирована в Ульяновск, где осталась после окончания войны и в 1949 году окончила женскую среднюю школу № 2.

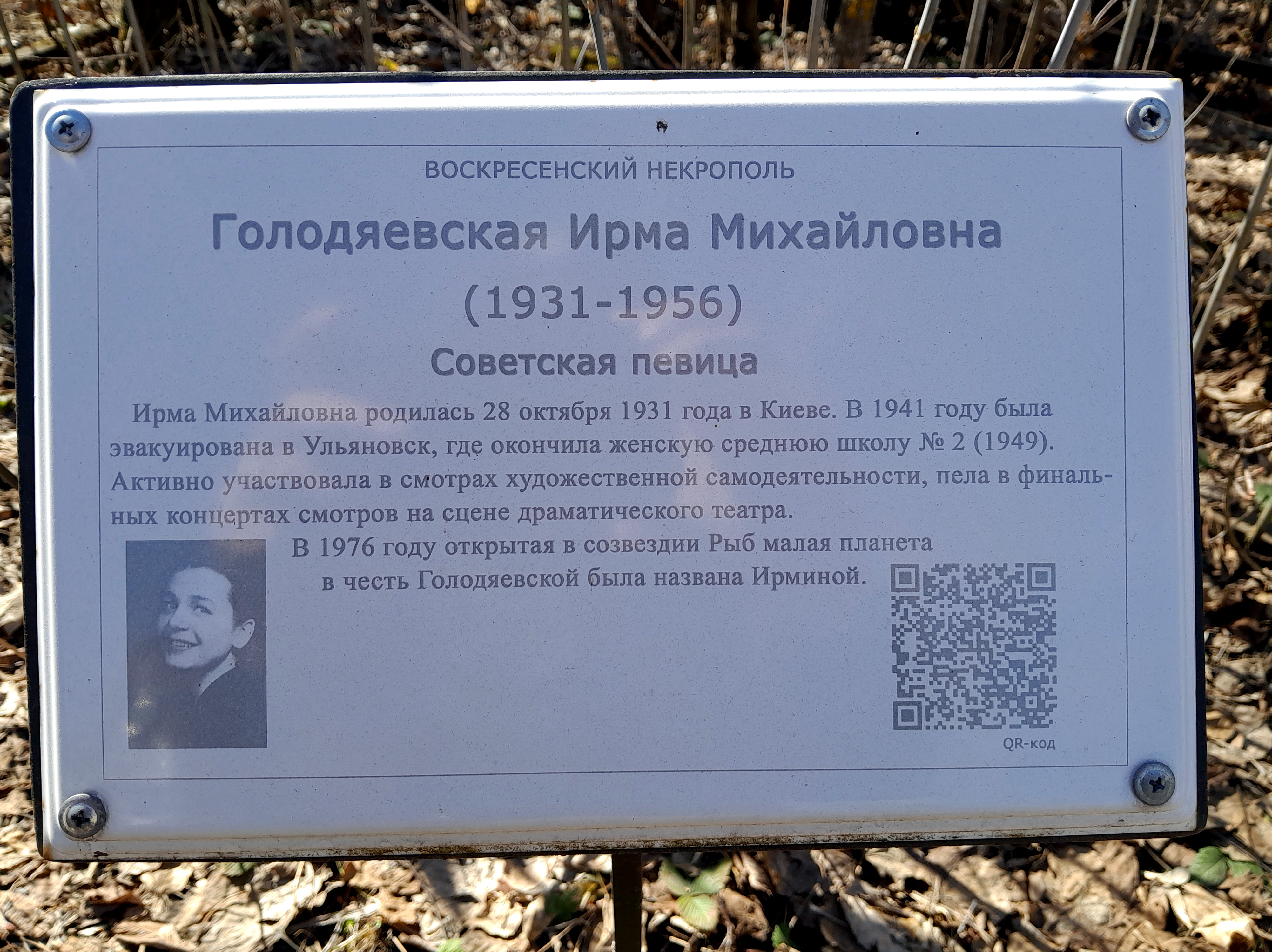
Табличка Ирме Голодяевской на Воскресенском некрополе.

Активно участвовала в смотрах художественной самодеятельности, пела в финальных концертах смотров на сцене Ульяновского драматического театра. А впервые её открыл ленинградский певец Ефрем Флакс находясь в Ульяновске в эвакуации, который услышал её пение в городском Дворце пионеров.
Училась в музыкальном училище имени Гнесиных и одновременно в МГПИ имени Ленина на отделении французского языка, затем в Консерватории имени Чайковского (класс профессора Ф. С. Петровой). Учителя сразу оценили её талант. Ирма Голодяевская выступает в лучших концертных залах столицы, записывается на Всесоюзном радио, выпустила грампластинку, снималась в кинофильмах. Её готовят к зачислению в группу Большого театра.
В 1956 году она в составе студенческой делегации поехала в Великобританию. На сцене всемирно известного Королевского театра Ковент-Гарден Ирма с блеском исполнила арии Кармен и Далилы, её пение произвело настоящий фурор.
Советская девочка встречалась с королевой, и та приглашала её стать артисткой оперы в Лондоне — подобные слухи стали появляться, как только делегация вернулась в Москву.
По другой версии: у Ирмы был несчастливый роман с дипломатом из Великобритании.
По ряду сведений её вызывали на проработку в деканат консерватории, в ЦК ВЛКСМ, к «серому кардиналу Суслову», на допросы в КГБ.
Смерть матери в 1955 году, допросы в КГБ и, за две недели до своего 25-летия, она покончила с собой.
Ирму кремировали. Часть праха была привезена в Ульяновск и захоронена на могиле её матери на старом городском кладбище (ныне Воскресенский некрополь, уч. 12, могила № 20). Другая часть праха была похоронена на Троекуровском кладбище г. Москвы рядом с двоюродным братом, народным артистом РФ Юрием Комиссаровым.

## Память
- В 1961 году вышла грампластинка с её записями[3][7].
- 19 марта 1996 года астроном Крымской обсерватории Николай Степанович Черных, открытая им ещё в 1976 году в созвездии Рыбы малую планету, предложил назвать в честь Голодяевской — Ирмина. В мае 1997 года малая планета № 5794 обрела имя «Ирмина»[8], что и было зарегистрировано в Планетарном центре Кембриджа (США)[1][2].
- Ирма с детства была дружна с Юлианом Паничем, в книге своих воспоминаний упоминается о маленькой, но бесстрашной девочке Ирме. «Умерла от любви, а голос остался…» — цитата из книги Панича[6][7].
- В Ульяновске создано «Общество друзей Ирмы Голодяевской»[4][6].
- В 2016 году жители Ульяновска собирали деньги на издание книги об Ирме Голодяевской[9][10]. Роскомнадзор, скорее всего, по требованию Роспотребнадзора из-за информации о самоубийстве вынудил удалить статью[10][11].